# Nuclearia
Nuclearia este un gen de nucleariide.
Printre specii se numără:
- Nuclearia delicatula[3]
- Nuclearia moebiusi
- Nuclearia pattersoni Dyková, Veverková, Fiala, Macháčková & Pecková, 2003[4]
- Nuclearia simplex
- Nuclearia thermophila[5]